# 19-es villamos (München)
A müncheni 19-es jelzésű villamos a Pasing Bahnhof és a St.-Veit-Straße között közlekedik. Útvonala során áthalad München belvárosán, érinti a főpályaudvart (Hauptbahnhof) és az Ostbahnhofot is.

## Útvonala
| St.-Veit-Straße felé | Pasing Bahnhof felé |
| --- | --- |
| Pasing Bahnhof - Gleichmannstraße - Landsberger Straße - Am Knie - Agnes-Bernauer-Straße - Lautensackstraße - Elsenheimerstraße - Landsberger Straße - Bayerstraße - Bahnhofplatz - Prielmayerstraße - Karlsplatz - Lenbachplatz - Pacellistraße - Promenadeplatz - Maffeistraße - Theatinerstraße - Perusastraße - Maximilianstraße - Maximiliansbrücke - Max-Planck-Straße - Max-Weber-Platz - Kirchenstraße - Johannisplatz - Metzgerstraße - Wörthstraße - Bordeauxplatz - Wörthstraße - Orleansplatz - Orleansstraße - Berg-am-Laim-Straße - Kreillerstraße - Sankt-Veit-Straße - St.-Veit-Straße | St.-Veit-Straße - Sankt-Veit-Straße - Kreillerstraße - Berg-am-Laim-Straße - Orleansstraße - Orleansplatz - Wörthstraße - Bordeauxplatz - Wörthstraße - Metzgerstraße - Johannisplatz - Schloßstraße - Max-Weber-Platz - Max-Planck-Straße - Maximiliansbrücke - Maximilianstraße - Perusastraße - Theatinerstraße - Maffeistraße - Promenadeplatz - Pacellistraße - Lenbachplatz - Karlsplatz - Prielmayerstraße - Bahnhofplatz - Bayerstraße - Landsberger Straße - Elsenheimerstraße - Lautensackstraße - Agnes-Bernauer-Straße - Am Knie - Landsberger Straße - Bäckerstraße - Pasing Bahnhof |

## Megállóhelyei
| Menetidő (perc) | Megállóhely                     | Menetidő (perc) | Átszállási kapcsolatok                                                |
| --------------- | ------------------------------- | --------------- | --------------------------------------------------------------------- |
| 0               | Pasing Bahnhof végállomás       | 55              | München-Pasing , 56 , 57 , 130 , 160 , 161 , 162 , 265 , 732          |
| 2               | Rathaus Pasing                  | 53              | 56 , 57 , 130 , 160 , 161 , 162 , 265                                 |
| 4               | Offenbachstraße                 | 51              | 130 , 160 , 162                                                       |
| 5               | Am Knie                         | 49              | 130                                                                   |
| 7               | Westbad                         | 48              | 57                                                                    |
| 8               | Lohensteinstraße                | 47              | 57                                                                    |
| 9               | Willibaldplatz                  | 46              |                                                                       |
| 11              | Agnes-Bernauer-Platz            | 45              |                                                                       |
| 12              | Fürstenrieder Straße            | 43              | 51 , 151 , 168                                                        |
| 13              | Agnes-Bernauer-Straße           | 42              | 130                                                                   |
| 15              | Lautensackstraße                | 40              | 62                                                                    |
| 17              | Am Lokschuppen                  | 39              |                                                                       |
| 18              | Barthstraße                     | 37              |                                                                       |
| 19              | Trappentreustraße               | 36              | 53 , 63                                                               |
| 20              | Schrenkstraße                   | 35              |                                                                       |
| 22              | Holzapfelstraße                 | 34              |                                                                       |
| 23              | Hermann-Lingg-Straße            | 33              |                                                                       |
| 24              | Holzkirchner Bahnhof            | 32              | Regionális vasutak 58                                                 |
| 25              | Hauptbahnhof Süd                | 31              | München Hauptbahnhof , Bayerische Oberlandbahn , 58 , 100             |
| 27              | Hauptbahnhof                    | 29              | München Hauptbahnhof , Bayerische Oberlandbahn , 58 , 100             |
| 28              | Karlsplatz (Stachus) Nord       | 27              | ,                                                                     |
| 30              | Lenbachplatz                    | 25              | ,                                                                     |
| 32              | Theatinerstraße                 | 23              |                                                                       |
| 34              | Nationaltheater                 | 21              |                                                                       |
| 35              | Kammerspiele                    | 20              |                                                                       |
| 37              | Maxmonument                     | 19              |                                                                       |
| 39              | Maximilianeum                   | 17              |                                                                       |
| ∫               | Max-Weber-Platz                 | 16              | , 190 , 191 , X30                                                     |
| 41              | Max-Weber-Platz (Johannisplatz) | ∫               | , 190 , 191 , X30                                                     |
| 42              | Wörthstraße                     | 13              | ,                                                                     |
| 44              | Ostbahnhof                      | 12              | München Ostbahnhof , 54 , 55 , 62 , 100 , 145 , 155 , 187 , 213 , X30 |
| 46              | Haidenauplatz                   | 10              | 54 , 100                                                              |
| 48              | Ampfingstraße                   | 8               | 59                                                                    |
| 50              | Schlüsselbergstraße             | 6               | 146                                                                   |
| 51              | Baumkirchner Straße             | 5               | 185                                                                   |
| 52              | Mutschellestraße                | 3               |                                                                       |
| 54              | Kreillerstraße                  | 2               |                                                                       |
| 55              | St.-Veit-Straße végállomás      | 0               | 195                                                                   |